# Березники (Покровский сельский округ)
Березники — деревня в Борисоглебском районе Ярославской области. Входит в Инальцинское сельское поселение, относится к Покровскому сельскому округу.

## География
Расположена в 8 км на юго-запад от центра поселения деревни Инальцино и в 21 км на юго-запад от райцентра посёлка Борисоглебский.

## История
В конце XIX — начале XX деревня являлась центром Березниковской волости Ростовского уезда Ярославской губернии. В 1885 году в деревне было 60 дворов, с 1873 года открыта сельская школа.
С 1929 года деревня являлась центром Березниковского сельсовета Борисоглебского района, с 1935 по 1959 год — в составе Петровского района, с 1954 года — в составе Покровского сельсовета (сельского округа), с 2005 года — в составе Инальцинского сельского поселения.

## Население
| 1859 | 2007 | 2010 |
| ---- | ---- | ---- |
| 313  | ↗336 | ↘288 |

## Инфраструктура
В деревне имеются Березниковская основная общеобразовательная школа, детский сад, отделение почтовой связи.